# Darwin (Californie)
Pour les articles homonymes, voir Darwin.

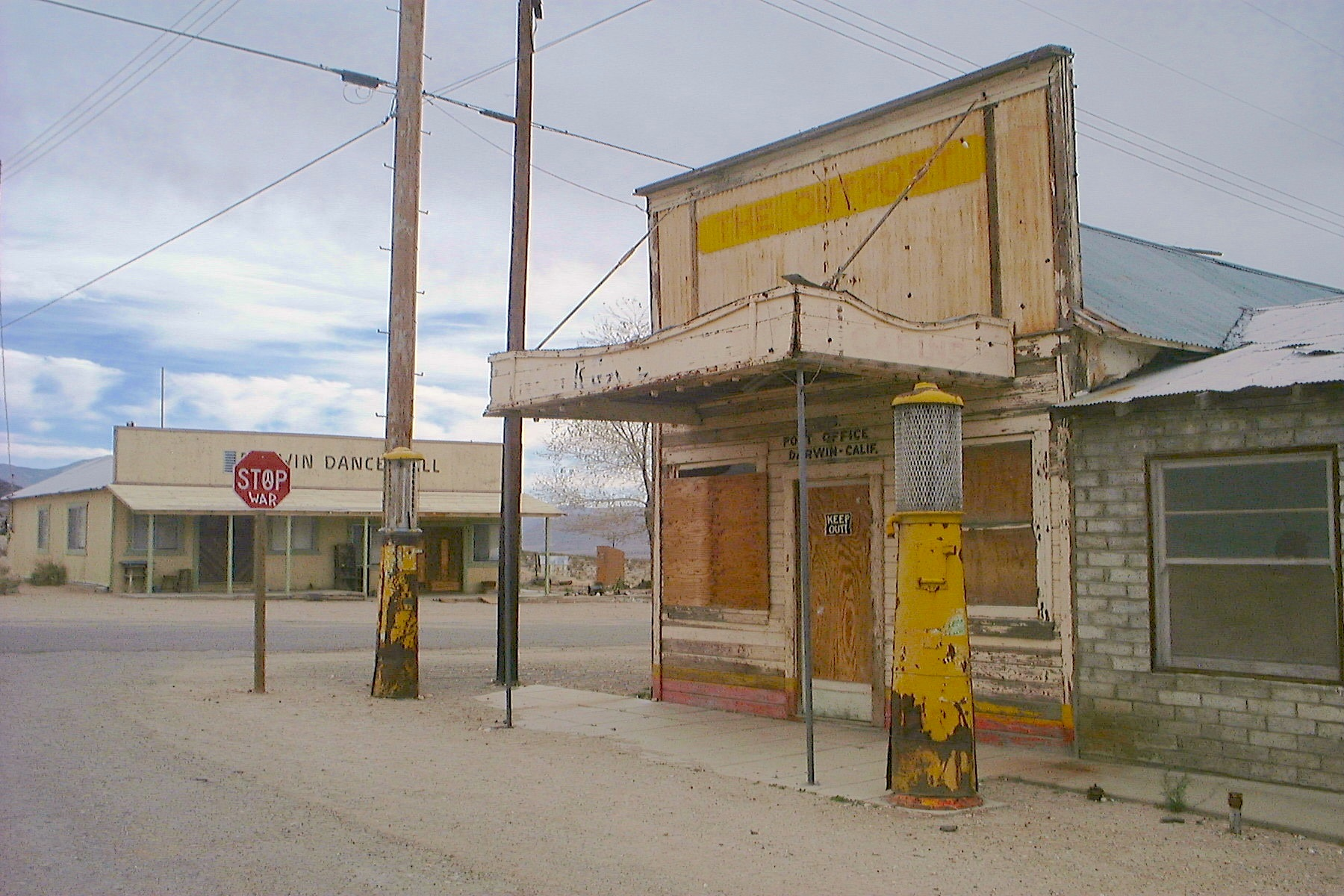
Le centre de Darwin en 2003

Darwin est une localité, un Census-designated place (CDP), située dans le Comté d'Inyo, dans le désert de Mojave, en Californie. Il y avait environ 43 habitants en 2010 alors qu'il y en avait 54 en 2000.
Darwin se trouve à 35 km au sud-est de Keeler, à une altitude de 1460 mètres.

## Géographie
Selon le Bureau du recensement des États-Unis, le CDP a une superficie totale de 3,4 km², sans aucune étendue d'eau.

## Histoire
La localité a été nommée en référence à Charles Darwin ou au Dr Darwin French (en). Selon Erwin Gudde, le Dr French, de Fort Tejon, se trouvait là, avec un groupe de prospecteurs de la région, à l’automne 1850. Le Dr French dirigea un groupe d'hommes dans la Vallée de la Mort en 1860 afin de rechercher le mythique filon d'or de Gunsight Lode dans le cours d'eau local, donnant ainsi son prénom à ce cours d'eau, au canyon et à la future ville.
La découverte de l'argent et du plomb sur le site conduisit à la fondation d'une colonie en 1874. Un bureau de poste est ouvert en 1875 (fermé pendant un certain temps en 1902), et est toujours ouvert aujourd'hui. La ville prospérait lorsque fut inaugurée la route à péage d’Eichbaum en 1926, ouvrant la Vallée de la Mort depuis l’ouest. Lorsque cette vallée est devenue un monument national en 1933, il a été décidé d'acheter la route à péage afin de permettre un accès gratuit au nouveau parc. En 1937, un nouveau raccourci contourna Darwin, isolant la localité.
En 2011, la ville a fait l'objet d'un film documentaire intitulé Darwin. En avril 2012, BBC News a présenté une vidéo de résidents locaux décrivant leur souhait de remplacer leur accès Internet par une ligne à haut débit.